# Харьковский исторический музей
Ха́рьковский истори́ческий музе́й имени Николая Фёдоровича Сумцова — государственный музей в Харькове.

## История
Был основан в 1920 году как Музей Слободской Украины (М. С. У.) по инициативе губернского комитета по искусству и под управлением профессора Николая Сумцова (1854—1922). В 1922 году музею было присвоено имя Григория Сковороды, к юбилею странствующего философа (1722—1794).
В советское время музей был расположен в здании бывшего Городского художественно-промышленного музея (Сергиевская пл., 2), в архиерейском доме Покровского монастыря (ул. Университетская, 8) и здании бывшей Жирардовской мануфактуры (ул. Университетская, 10).
В начале 1930-х годов Музей Слободской Украины был переименован в исторический, значительно изменилась его структура, был обновлен состав сотрудников. Значительная часть художественной коллекции была передана в Украинскую художественную галерею. В начале 1940-х годов Харьковский исторический музей стал одним из крупнейших в УССР, его собрания насчитывали более 100 тысяч предметов. Во время Великой Отечественной войны музей был повреждён. При эвакуации и во время освобождения Харькова коллекции были почти полностью уничтожены. После войны музей был восстановлен и пополнен экспедициями материалами из районов области.
С 1990-х годов Исторический музей расположен в здании бывшего ломбарда (ул. Университетская, 5), построенном в 1908 году по проекту архитектора Бориса Корниенко. Здание является архитектурным памятником и одним из элементов архитектурного ансамбля Университетской улицы и Университетской горки.

## Коллекция музея

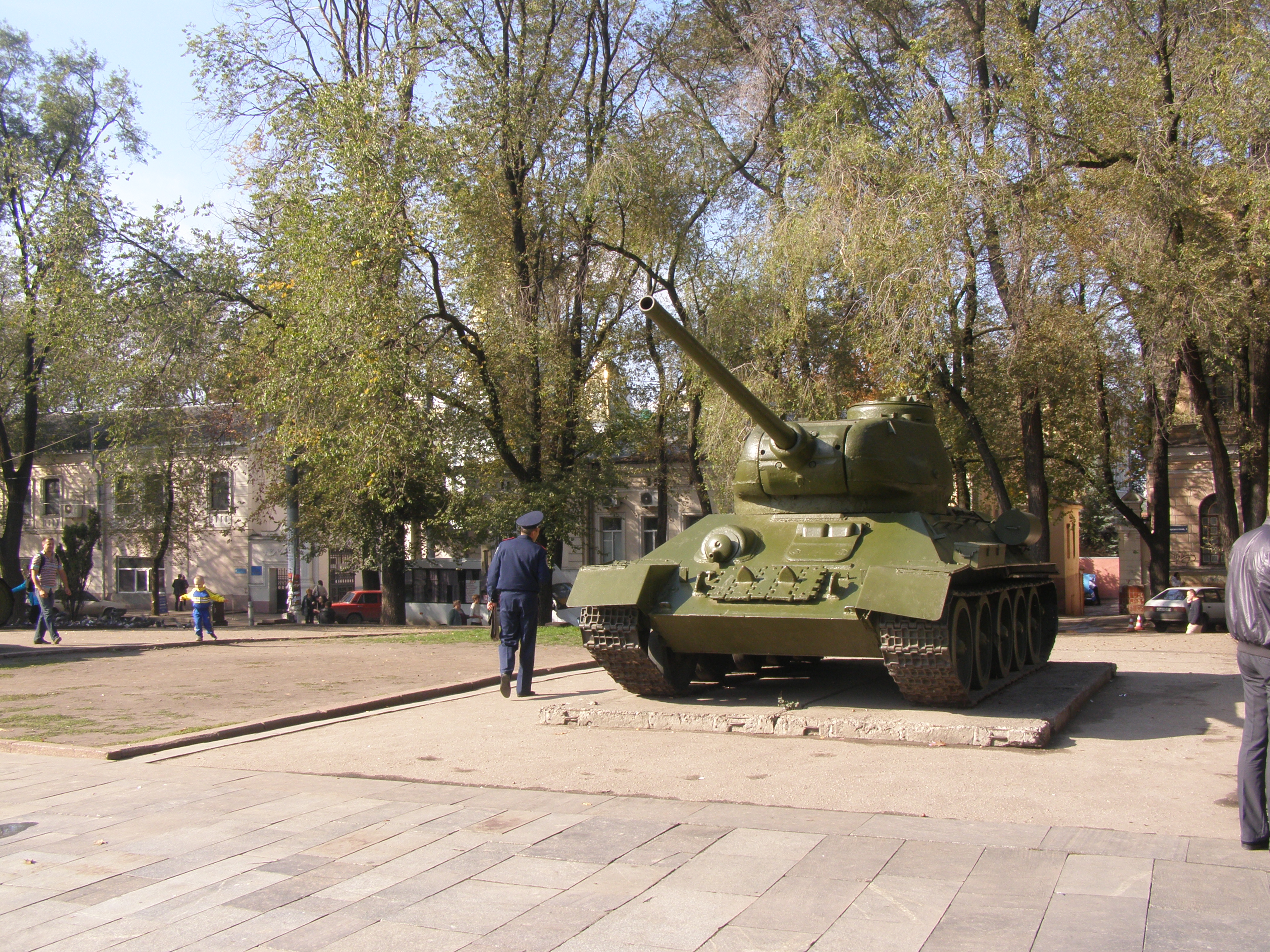
Т-34-85 На постоянной экспозиции возле Исторического музея Харькова

В собрание музея вошли собрания нескольких харьковских музеев: Городского художественного музея (с 1886, основан по инициативе Г. Данилевского из экспонатов Дальневосточной и Этнографической выставки VII Археологического съезда 1902, изъятых из собраний Харьковского университета), собрание Историко-филологического общества, Волынского епархиального древлехранилища. Проходит пополнение национализированными частными коллекциями и новыми фондами из экспедиций музейных работников. Наиболее ценные экспонаты принадлежали ранее Григорию Сковороде, Тарасу Шевченко, харьковским театрам, цехам.
Современный Харьковский исторический музей имеет 4 отдела: первобытного общества, феодализма, капитализма и советского времени. Кроме археологических памятников (материалы из раскопок поселений бронзового возраста, в частности, Городцева Изюмского района, памятники Салтовского катакомбного могильника VIII—X веков, комплект вещей из Донецкого городища XI—XII веков и другое), экспонаты из истории основания Харькова, нумизматики, этнографические собрания, коллекции оружия, флагов. В музее освещены Московская, Сталинградская и Курская битвы, Берлинская операция и участие в них харьковчан. Представлены редкие документы и фотографии, образцы огнестрельного и холодного оружия отечественного и иностранного производства, советские и немецкие значки и боевые награды довоенного и военного времен, военная форма, бытовые вещи фронтовиков и жителей Харькова, газеты, плакаты и флаги периода войны.
Ещё тогда, когда музей располагался на территории Покровского монастыря, в его дворе находились танки Mark V, Т-34, «Пантера» и артиллерийские орудия. После переезда музея вся техника, кроме утилизированной «Пантеры», была установлена в сквере рядом с новым зданием музея.
На базе музея проводятся научные конференции, тематические вечера, лекторий, занятия по харькововедению.